# Всеукраїнський конкурс учнівської творчості «Об'єднаймося ж, брати мої!»
Всеукраїнський конкурс учнівської творчості «Об'єднаймося ж, брати мої!»
Проводиться згідно з Указом Президента України від 22 березня 2002 № 284 під гаслом «Об'єднаймося ж брати мої!» та присвячується Шевченківським дням.

## Мета і тема конкурсу
Метою Конкурсу є популяризація творчої спадщини Т.Шевченка, утвердження його духовних заповідей як важливого чинника консолідації суспільства, активізація виховної та патріотичної роботи серед учнівської молоді, збереження і розвиток інтелектуального потенціалу України, державна підтримка талановитої молоді та творчої праці вчителів, викладачів, керівників студій. тощо.
Тема Конкурсу «Ідея соборності України: творчість Тараса Шевченка: суспільство, держава, родина. Минуле, сучасне і майбутнє».

## Організація та проведення конкурсу
Організаторами конкурсу є Міністерство освіти і науки України, Міністерство культури і мистецтв України, Державний комітет України у справах сім'ї та молоді. До участі в організації та проведенні Конкурсу залучаються представники творчих спілок, громадських та освітянських організацій.

## Номінації
Конкурс проводиться у номінаціях:
1. «Література»,
2. «Історія України і державотворення»,
3. «Образотворче мистецтво»,
4. «Декоративно-прикладне мистецтво».

## Виноски
1. ↑  Указ Президента № 284/2002 «Про Всеукраїнський конкурс учнівської творчості». Президент України. 2002. Архів оригіналу за 8 липня 2014. Процитовано 20 лютого 2023.